# Атлетика на Летњим олимпијским играма 2004 — 10.000 метара за мушкарце
Такмичење у дисциплини 10000 m за мушке на Олимпијским играма у Атини 2004. одржано је на Олимпијском стадиону 20. августа, са почетком у 22,35 часова. Стартовала су 24 такмичара из 14 земаља. Трку је завршило њих 21, а 3 су одустала у току трке. Победник Кенениса Бекеле из Етиопије поставио је нови олимпијски рекорд, аборен је и један национални рекорд и постигнуто неколико најбољих резултата сезоне.

## Рекорди
(19. августа 2004)
| Светски рекорд    | 26:20:31 | Кенениса Бекеле     | Етиопија | Острава, Чешка | 8. јун 2004.  |
| Олимпијски рекорд | 27:07:34 | Хаиле Гебреселасије | Етиопија | Атланта, САД   | 29. јул 1996. |

## Победници
|                          |                        |                          |
| Кенениса Бекеле Етиопија | Силеши Сихине Етиопија | Зерсенај Тадесе Еритреја |

## Нови рекорди после завршетка такмичења
| Олимпијски рекорд | 27:05,10 | Кенениса Бекеле | Етиопија | Атина, Грчка | 20. августа 2004. |

## Коначни резултати
| Пласман | Такмичар             | Држава           | Резултат | Рекорд |
| ------- | -------------------- | ---------------- | -------- | ------ |
| 1.      | Кенениса Бекеле      | Етиопија         | 27:05,10 | ОР     |
| 2.      | Силеши Сихине        | Етиопија         | 27:09,39 |        |
| 3.      | Зерсенај Тадесе      | Еритреја         | 27:22,57 | НР     |
| 4       | Бонифације Кипроп    | Уганда           | 27:25,48 | ЛРС    |
| 5       | Хаиле Гебреселасије  | Етиопија         | 27:27,70 |        |
| 6       | John Cheruiyot Korir | Кенија           | 27:41,91 | ЛС     |
| 7       | Moses Mosop          | Кенија           | 27:46,61 |        |
| 8       | Ismail Sghyr         | Француска        | 27:57,09 |        |
| 9       | Хосе Мануел Мартинез | Шпанија          | 27:57,61 |        |
| 10      | Fabiano Joseph       | Танзанија        | 28:01,94 | ЛРС    |
| 11      | Wilson Busienei      | Уганда           | 28:10,75 |        |
| 12      | Daniel Browne        | Сједињене Државе | 28:14,53 |        |
| 13      | Чарлс Камати         | Кенија           | 28:17,08 |        |
| 14      | Kamiel Maase         | Холандија        | 28:23,39 |        |
| 15      | Abdihakem Abdirahman | Сједињене Државе | 28:26,26 |        |
| 16      | Yonas Kifle          | Еритреја         | 28:29,87 |        |
| 17      | Dieudonne Disi       | Руанда           | 28:43,19 |        |
| 18      | Mohammed Amyne       | Мароко           | 28:55,96 |        |
| 19      | Ryuji Ono            | Јапан            | 29:06,50 |        |
| 20      | Теодоре Вега         | Мексико          | 29:06,55 |        |
| 21      | Давид Галван         | Мексико          | 29:38,05 |        |

## Одустали
- John Henwood  Нови Зеланд,
- John Yuda Msuri  Танзанија,
- Датан Риценхајн  Сједињене Државе

## Пролазна времена
- 1.000 м Dieudonne Disi  Руанда 2:50,85
- 2.000 м Dieudonne Disi  Руанда 5:45,16
- 3.000 м Хаиле Гебреселасије  Етиопија 8:33,98
- 4.000 м Кенениса Бекеле  Етиопија 11:15,87
- 5.000 м Силеши Сихин  Етиопија 13:50,87
- 6.000 м Кенениса Бекеле  Етиопија 16:34,51
- 7.000 м Силеши Сихин  Етиопија 19:11,92
- 8.000 м Бонифације Кипроп  Уганда 21:57,18
- 9.000 м Силеши Сихин  Етиопија 24:37,19